# アン・ハサウェイ (シェイクスピアの妻)
アン・ハサウェイ（英: Anne Hathaway、1555年/1556年 - 1623年8月6日）は、イングランドの劇作家、詩人、俳優ウィリアム・シェイクスピアの妻だった女性。2人は1582年に結婚しているが、当時のシェイクスピアは18歳、ハサウェイは26歳だった。シェイクスピアは1616年に死去し、ハサウェイはその7年後の1623年に死去した。ハサウェイは法的文書にわずかに名前が残っているだけで、その生涯はほとんど伝わっていない。しかしながら、ハサウェイの人物像やシェイクスピアとの関係性は、長年にわたって多くの歴史家や作家の研究対象となってきた。

## 生涯
ハサウェイはイングランド中部のウォリックシャーにあるストラトフォード＝アポン＝エイヴォンの西に位置する、小村ショッタリーで生まれたと考えられている。ハサウェイ一家が所有していたショッタリーの農家で育ったとされ、このことから現在のショッタリーは世界的に有名な観光地となっている。父親のリチャード・ハサウェイは独立自営農民だった。リチャードは1581年9月に死去し、ハサウェイには「結婚支度金」として6ポンド13シリング4ペンスが遺贈された。リチャードの遺書にはハサウェイの名前がアグネス (Agnes) と記載されていることから、本名はアン・ハサウェイではなくアグネス・ハサウェイだったと主張する研究者もいる。

### シェイクスピアとの結婚

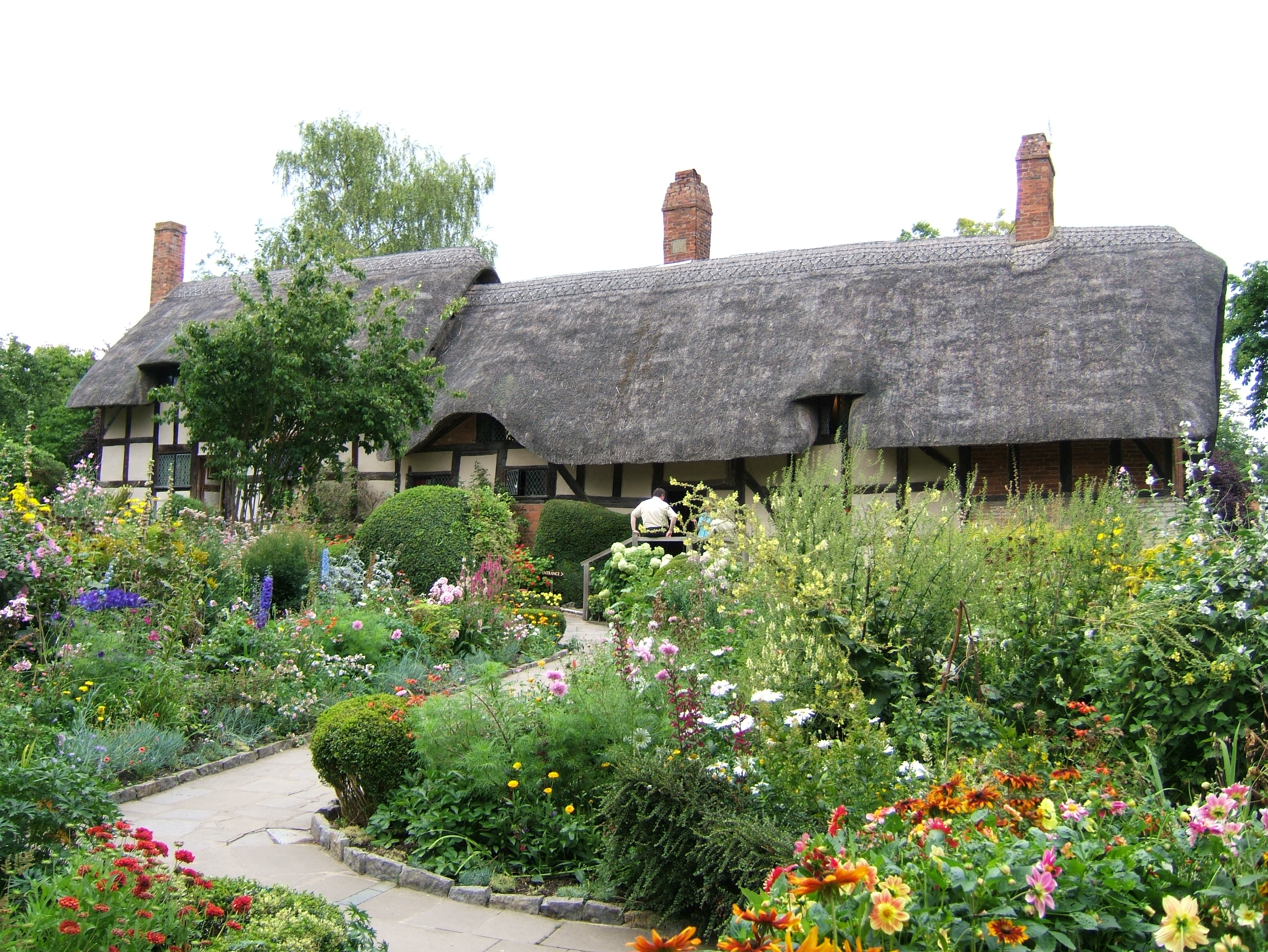
ストラトフォード近郊のアン・ハサウェイのコテージ。ハサウェイが生まれ育った家だといわれている。

ハサウェイとシェイクスピアは1582年11月に結婚した。このときハサウェイは身ごもっており、結婚から6カ月後に最初の子供が生まれている。結婚当時のシェイクスピアはわずか18歳で、ハサウェイは8歳年長の26歳だった。このことから2人の結婚はいわゆる「できちゃった結婚」であり、シェイクスピアがハサウェイの家族から婚前交渉の責任をとらされたのではないかとする研究者もいる。ウスターの教会が発行した、ラテン語で書かれた結婚許可証の教会記録が現存している。この結婚許可証には「Wm・シェイクスピア (Wm Shaxpere)」とテンプル・グラフトン在住の「アン・ウェイトリー (Annam Whateley)」の名前が記載されていた。しかしながら、結婚許可証が発行された翌日には、ハサウェイ家の友人だったフルク・サンデルスとジョン・リチャードソンが、「ウィリアム・シェイクスピア (William Shagspere)」と「アン・ハサウェイ (Anne Hathwey)」の結婚保証金40ポンドの証書に保証人として署名している。
アイルランド人文筆家フランク・ハリスはその著書『人間シェイクスピア (The Man Shakespeare)』（1909年）で、これらの記録はシェイクスピアが2人の女性と同時に付き合っていた証拠であり、シェイクスピアはアン・ウェイトリー (en:Anne Whateley) と結婚しようとしたが、このことを知ったハサウェイ家が、妊娠していたアン・ハサウェイとの結婚を即座にシェイクスピアに強制したのだとしている。ハリスは、シェイクスピアがハサウェイに罠にかけられて結婚したようなもので「シェイクスピアの妻に対する激しい嫌悪感は測り知れないほどだった」と確信しており、このことがシェイクスピアをしてストラトフォードを離れる決意をさせ、演劇の世界への没頭に拍車をかけた原因だったと主張した。しかしながら、シェイクスピア研究の著名な専門家スタンリー・ウェルズ (en:Stanley Wells) は著書『Oxford Companion to Shakespeare』で、現代ではほとんどの研究者がウェイトリーという名前は結婚許可証を書いた「書記の単なる書き間違い」だと考えているとしている。
オーストラリア人作家ジャーメイン・グリアは、シェイクスピアとハサウェイの年齢差はシェイクスピアが望まぬ結婚を強いられた証拠ではなく、シェイクスピアがハサウェイとの結婚を望んでいたことを意味するとして次のような説を唱えている。ハサウェイのように親を亡くした子供は、年長者が弟妹たちの面倒を見るために家庭に残ることが多く、結婚するのも20歳代後半になりがちだった。当時のシェイクスピア家の財政状態は破たんしており、シェイクスピアは結婚相手としては魅力的とは言えなかった。その一方でハサウェイ家は社会的にも経済的にも安定しており、ハサウェイは結婚相手として申し分ない女性だった。さらに当時のイングランドでは、婚前交渉や同棲、そして妊娠は、正式に結婚するまえによく見られることだった。ストラトフォード＝アポン＝エイヴォンや近隣の村に残る1580年代の記録の調査から、グリアは2つの事実が2人の結婚を考えるうえで重要であると主張した。当時の多くの女性が結婚時に妊娠していたことと、2人の結婚が春ではなく秋であり、秋はもっとも多く結婚式が挙げられていた季節であったことの2点である。ハサウェイとの結婚を強く望んでいたシェイクスピアはハサウェイを妊娠させたが、必ずしもこのことだけがシェイクスピアが結婚を決意した理由ではない。ハサウェイ家とシェイクスピア家の間には、家族ぐるみの交流があったのではないかとグリアは考えている。
ハサウェイとシェイクスピアの間には3人の子供が生まれた。1583年生まれのスザンナ、1585年に生まれた双子の兄妹ハムネット (en:Hamnet Shakespeare) とジュディス (en:Judith Quiney) である。長男のハムネットは、おそらく腺ペストで11歳で死去し、1596年8月11日にストラトフォード＝アポン＝エイヴォンで埋葬された。研究者の中には、ハムネットとシェイクスピアの戯曲ハムレットとの関連性を指摘する者もいる。
結婚と出産以外でハサウェイの生涯に言及している記録は、父リチャードが雇っていた羊飼いで1601年に死去したトマス・ウィッティングトンが残した遺言書だけである。ウィッティングトンの遺言書には「ストラトフォードの貧しき者」に対して40シリングを残すとされており、さらに続けてこの金は「ウィリアム・シェイクスピアの妻であるアン・シェイクスピアが所持している。これは当然私に返却されるべき金であり、前述のウィリアム・シェイクスピアあるいはその譲受人が私の遺言執行人に支払わなければならない。これが私の真の遺志である」と記されていた。この遺言の解釈は研究者によって意見が分かれている。ウィッティングトンがハサウェイに金銭を貸していたという説では、おそらくはシェイクスピアが不在だったときにハサウェイが手元不如意になったのではないかとする。しかしながらより有力な説として「未払いだった賃金か、貯金として預かっていた金」だろうとするものがある。これはウィッティングトンの遺言書に、ハサウェイの弟に対しても同額の金銭を要求した文章が記されていることによる。
1607年6月に長女スザンナが地元の医師ジョン・ホールと結婚し、翌1608年にハサウェイとシェイクスピアの孫娘となるエリザベス (en:Elizabeth Barnard) が生まれた。1616年には次女ジュディスが、良家出身のワイン醸造家で酒場も経営していたトマス・クワイニー (en:Thomas Quiney) と結婚している。結婚当時ジュディスは32歳でクワイニーは27歳だった。しかしながらクワイニーが別の女性を妊娠させたことが発覚したことから、シェイクスピアは2人の結婚に不賛成だったと考えられている。さらにクワイニーは、四旬節に結婚式を挙げるのに必要となる特別な結婚許可証の取得に失敗しており、ジュディスとクワイニーが3月12日に教会から除名される原因をつくってしまった。これから間もない3月25日に、シェイクスピアは遺言書の内容を、ジュディスにのみ300ポンドの遺産相続を認め、クワイニーの名前を遺言書から消去したうえで、遺産の大部分をスザンナとその夫に贈ると書き換えている。
シェイクスピアが徐々にハサウェイを嫌うようになっていったのではないかとする説が唱えられることがあるが、この推測を裏付ける記録や書簡は一切存在しない。2人の結婚生活において、シェイクスピアが戯曲の執筆や出演のためにロンドンで大半の時間を過ごし、その間ハサウェイはストラトフォードに残って家庭を守っていたことは事実である。しかしながらジョン・オーブリー（1626年 - 1697年）は、シェイクスピアは毎年ストラトフォードに戻って一定の期間を過ごしていたと書き残している。そして1613年に劇場の仕事を引退したシェイクスピアは、住み慣れたロンドンではなくストラトフォードに戻ってハサウェイと暮らすことを選んだ。

### シェイクスピアの遺言

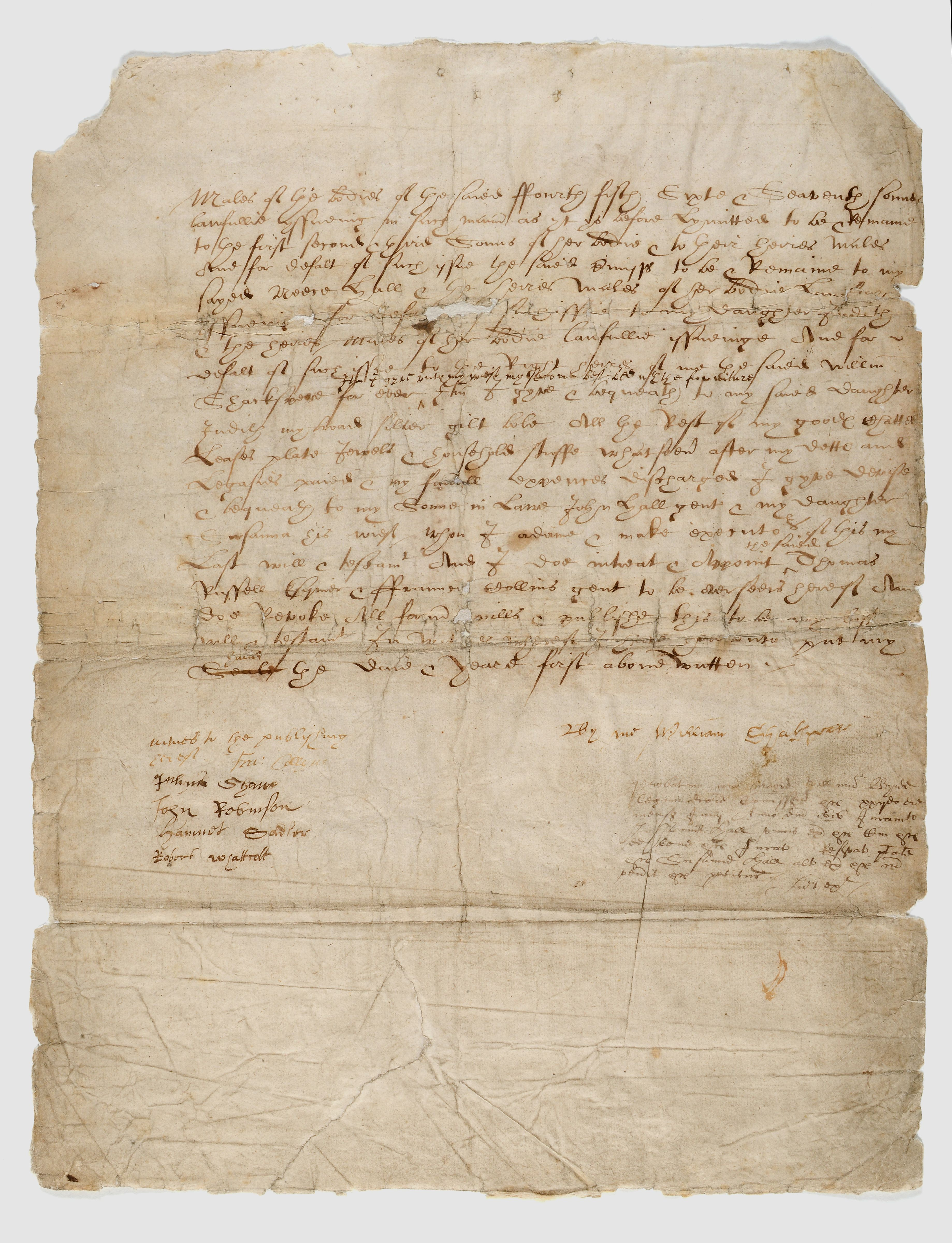
シェイクスピアの遺言書。ハサウェイに向けた世界的に有名な「2番目にいいベッドと家具」という一文が記されている。

シェイクスピアの遺言書には、ハサウェイが相続する遺産として「2番目にいいベッドと家具」という有名な一文しか記載されていない。遺言書に「もっともいいベッド」に関する記載は存在しないが、長女スザンナが相続した多くの遺産の中に含まれていたと考えられている。この一文はハサウェイを侮辱したものだといわれることが多く、シェイクスピアにとって身近な家族知人の中でハサウェイは「2番目」の人物だったに過ぎなかったと解釈されている。少ないながらこの解釈に対する反論も存在している。それらの反論の中で、当時の法では未亡人のハサウェイは遺産の三分の一を相続する権利を有していたために、遺書ではあえて取り上げられていないのだという説については、異論が多い。ハサウェイが娘たちから十分に面倒を見てもらっていたはずだという説もある。ジャーメイン・グリアは、ハサウェイがわずかな遺産しか相続しなかったのは、スザンナが結婚したときに新郎のジョン・ホールとの間に交わされた約束事が影響しているのではないかと主張している。生前のシェイクスピアとホールが共同で投機的な事業を展開していたことが、ホールとスザンナがシェイクスピアの遺言執行人に任命される結果となったとしている。シェイクスピアの遺産の大部分を相続したスザンナとホールは、生前のシェイクスピアが住んでいたニュー・プレイスと呼ばれる邸宅に引っ越した。
ハサウェイは娘たちに依存しなくても、経済的に独立していたと考えられている。イギリス国立公文書館は「ベッドと家具だけが妻に遺贈されるのは、当時では普通のことだった」とし、子供たちが1番いいものを相続し、妻が2番目にいいものを相続するのは伝統的慣習だったと明言している。シェイクスピアの時代においては、裕福な市民が所有するベッドは高価な品であり、小さな一戸建てと同等の価値を有することさえあった。ハサウェイが相続したベッドと家具は、現代人が想像するような僅少なものではなかったのである。エリザベス女王の統治期のイングランドでは、家の中でもっともいいベッドは来客用のものであり、普段は使用されていなかった。シェイクスピア家でもこの伝統が守られていたとすれば、ハサウェイが相続したベッドはシェイクスピア夫婦が使用していたベッドであり、決してハサウェイを軽んじた遺産ではなかった。

### 死去

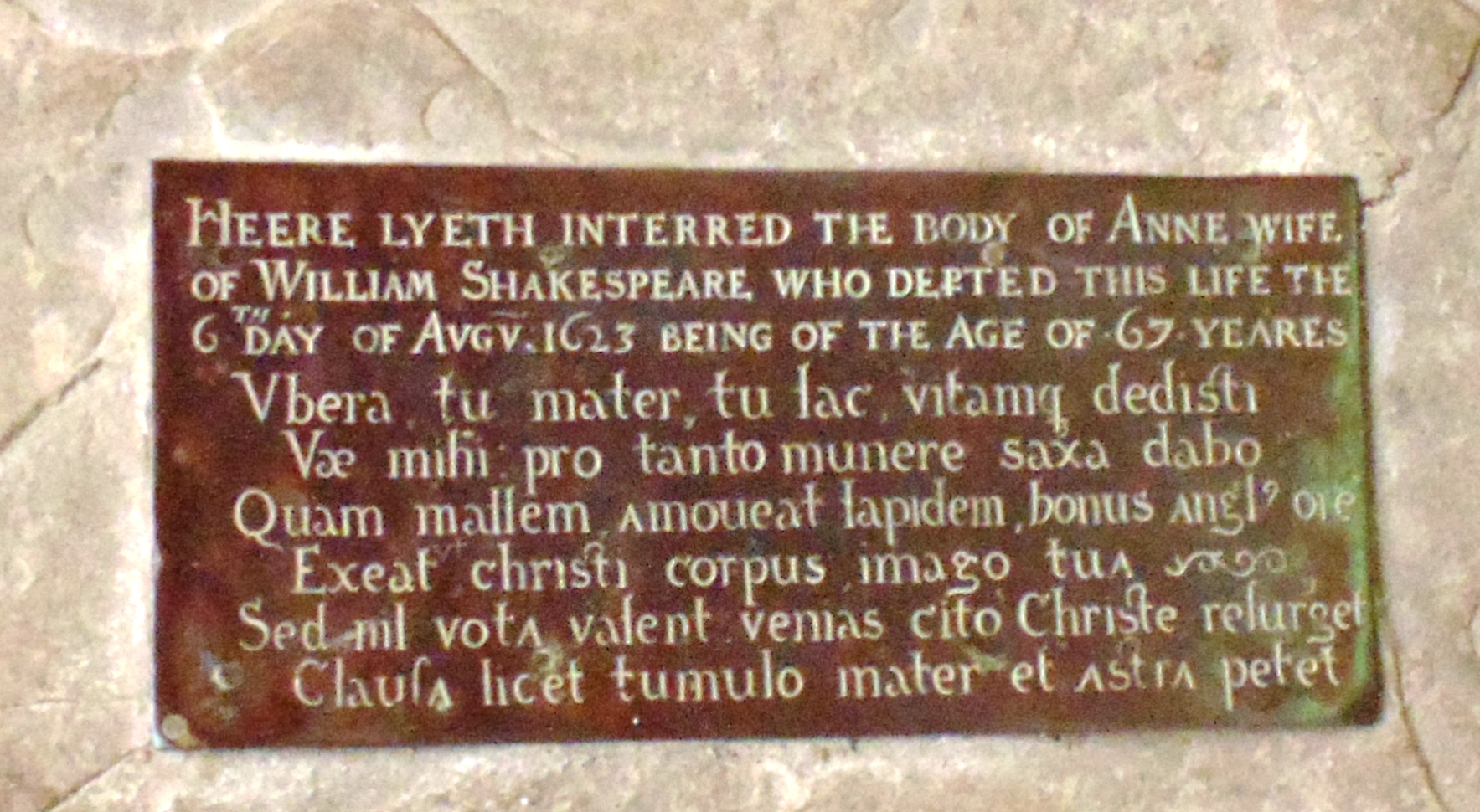
ストラトフォード＝アポン＝エイヴォンのホーリー・トリニティ教会にある、アン・ハサウェイの墓標に飾られた銅製の墓碑銘。

1963年の記録には、ハサウェイが夫シェイクスピアと同じ場所に埋葬されることを「極めて強く望んで」いたことが記されている。しかしながらハサウェイが埋葬されたのは、ストラトフォード＝アポン＝エイヴォンのホーリー・トリニティ教会のシェイクスピアの墓所の隣にあたる区画だった。ハサウェイの墓碑銘には「ウィリアム・シェイクスピアの妻アン、ここに眠る。1623年8月6日に67歳で永眠した」と刻まれている。さらにラテン語でハサウェイを讃え、その死を悼む銘文が続けて記されている。この墓碑銘の銘文は、娘のスザンヌの代理で夫のジョン・ホールが書いたものだといわれている。

## 文学作品に登場するアン・ハサウェイ

### シェイクスピアのソネット
シェイクスピアのソネット集145番には、アン・ハサウェイが取り上げられているといわれている。ソネット中の「hate away」は「Hathaway」の語呂合わせで、エリザベス朝ではほぼ同じ発音だった。さらに「And saved my life」は「Anne saved my life」と発音ではほとんど区別できない。この145番のソネットは、シェイクスピアが書いた他のソネットと比べると文節が少ない。使用されている単語や文法もシンプルで、他のソネットよりもかなり初期の、シェイクスピアが熟練する前に書かれたソネットだと考えられている。

### その他の文学作品
ハサウェイを取り上げた、シェイクスピア作だといわれる詩も存在するが、言葉使いやスタイルがほかのシェイクスピアの韻文とはかなり異なっている。この詩の真の作者はチャールズ・ディブディン (en:Charles Dibdin)（1748年 - 1814年）であり、1769年にストラトフォード＝アポン＝エイヴォンで開催されたシェイクスピア祭のために書かれたという説が有力である。

### フィクション作品

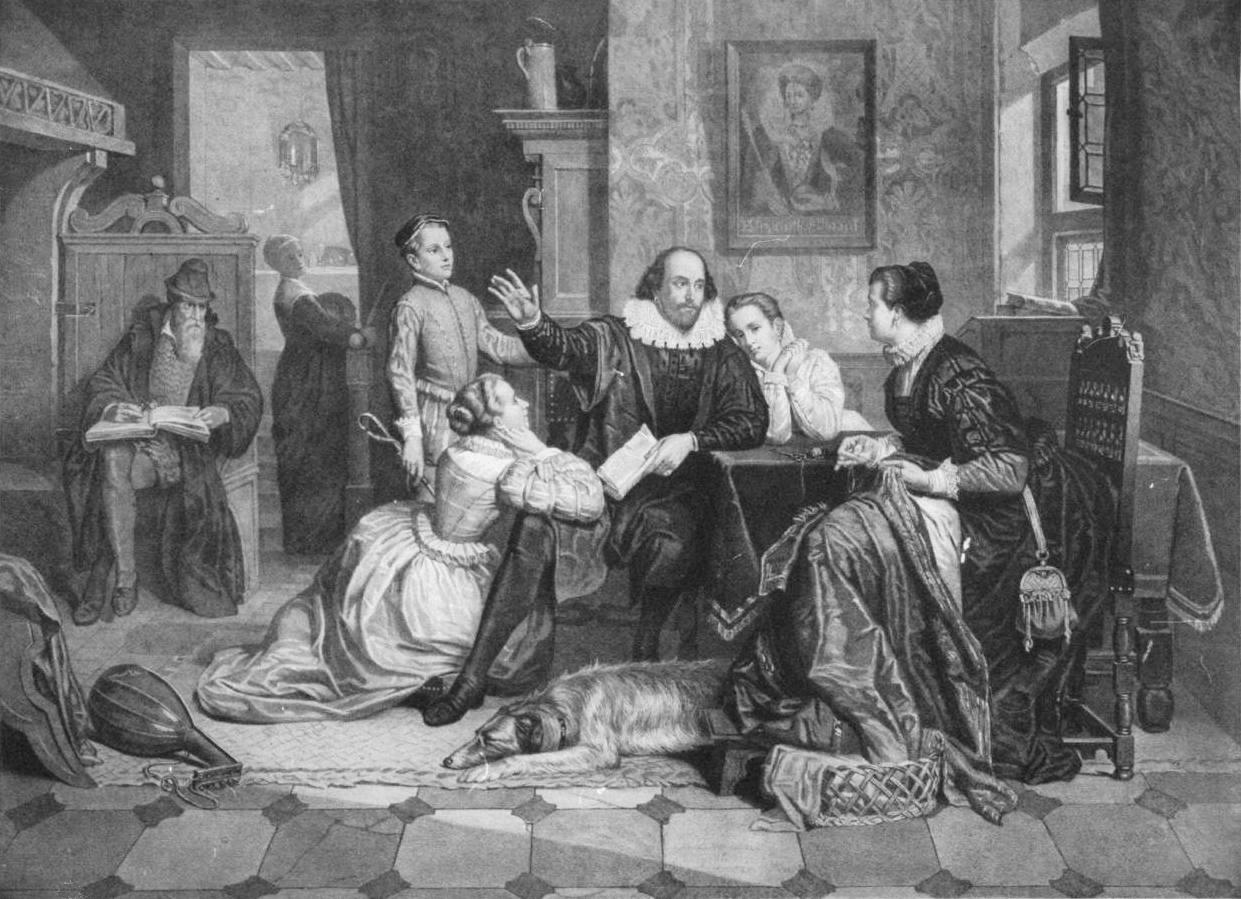
19世紀にドイツで制作された版画。シェイクスピアを取り囲んだ子供たちが、シェイクスピアの物語に聞き入っている。アン・ハサウェイは、右側の椅子に座って衣服を繕う理想的な主婦として表現されている。

ハサウェイが様々なフィクション作品に取り上げられ始めたのは、シェイクスピアが世界的な名声を博し、大衆文化における重要な人物だと見なされだした19世紀のことだった。エマ・セヴァンの『アン・ハサウェイ、恋するシェイクスピア (Anne Hathaway, or, Shakespeare in Love)』（1845年）は、ストラトフォードの美しい田園風景を舞台として繰り広げられる2人のロマンスと幸福な結婚を描いた小説である。スコットランドの小説家ウィリアム・ブラック (en:William Black (novelist)) が1884年に発表した小説『ジュディス・シェイクスピア (Judith Shakespeare)』は次女のジュディスを主題としたもので、作中のハサウェイは保守的で従順な妻で、はねっかえりの娘に手を焼く母親として描かれている。
20世紀初頭になると、ハサウェイは否定的なイメージの女性として描かれることが目立ち始める。これはフランク・ハリスがシェイクスピアの性生活を扱った書籍を出版し、ハサウェイが結婚時にすでに妊娠していたことが知れ渡ったためだった。この時期に発表された書籍では、ハサウェイが性的に奔放な年少者好きの女性か、抜け目のないじゃじゃ馬として表現されることが多かった。現代の作品ではハサウェイは作品ごとに様々な性格を持つ女性として描かれている。歴史家キャサリン・シェイルはハサウェイのことを「独立心、シングルマザー、性的解放、不実な夫、女性教育、夫婦の力関係など、現代の女性たちが直面している様々な問題を表現するのに最適」とした現代作家の評価を引き合いに出して「妻という形をした空洞の女性（どのようなキャラクター付けにもあてはめられる素材の意）」と表現している。
不義を犯すハサウェイというイメージを広めたのは、アイルランドの作家ジェイムズ・ジョイスで、ジョイスの複数の作品に登場するスティーヴン・ディーダラスが、幾度となくハサウェイのことを作中で語っている。1922年に出版された『ユリシーズ』では、悪名高き「2番目にいいベッド」が遺贈されたのは、ハサウェイの不倫に対する罰だったとディーダラスが説明している。
カナダ人劇作家ハーバート・オズボーンの『シェイクスピアの戯曲 (The Shakespeare Play)』（1911年頃）と『The Good Men Do』（1917年）にも、ハサウェイは登場している。『The Good Men Do』では、未亡人になったばかりのハサウェイと、シェイクスピアの昔の恋人アン・ウェイトリーとの出会いが戯曲化されている。ハサウェイは『シェイクスピアの戯曲』では口うるさい女性として、『The Good Men Do』では昔の恋敵だったウェイトリーに悪意を向ける女性として、それぞれ表現されている。ハサウェイとウェイトリーとの冷え切った関係は、イングランドの劇作家エドワード・ボンドの戯曲で、シェイクスピアが死去するまでの数日間を舞台とした『ビンゴ (en:Bingo (play))』（1973年）でも描かれている。また、1978年に放送されたテレビシリーズの『ウィル・シェイクスピア (en:Will Shakespeare (TV series)) にも、ハサウェイとウェイトリーが登場している。
スコットランド人詩人・脚本家キャロル・アン・ダフィ (en:Carol Ann Duffy) の詩集『世界の細君 (The World's Wife)』（1999年）には、シェイクスピアの遺書に書かれた「2番目にいいベッド」をもとにしたソネット「アン・ハサウェイ (en:Anne Hathaway (poem))」が収録されている。ダフィはハサウェイに遺贈されたのは夫婦が寝起きを共にしたベッドだったという観点に立ち、このベッドは2人の愛情の思い出であって、決してハサウェイを侮辱したものではないという内容のソネットに仕上げた。このソネットでのアンは、この2番目にいいベッドは2人の「愛と夢」に使用され、1番目にいいベッドは来客用に使用されたと振り返っている。イングランド人作家ロバート・ナイ (en:Robert Nye) の『シェイクスピア夫人 (Mrs. Shakespeare: the Complete Works)』はアンの回想録という体裁で書かれた小説で、作中のシェイクスピアはサウサンプトン伯爵から素晴らしいベッドを購入している。そしてアンがロンドンを訪れたときに、2人はシェイクスピアの戯曲の登場人物になりきって、このベッドで幻想的な愛を交し合う。シェイクスピアが「2番目にいいベッド」としてアンに遺贈したのは、1番目にいいベッドとは2人の思い出の中に存在しているということを伝えたかったからだったとしている。この『シェイクスピア夫人』は、1998年にBBCのラジオドラマとして放送され、アンはイングランド人女優マギー・スティード (en:Maggie Steed) が演じた。
アメリカ人作家コニー・ウィリスの短編小説『冬物語 (Winter's Tale)』は、アンとシェイクスピアの史実と虚構をないまぜにした作品で、2人の関係が愛に満ちたものであり、2番目にいいベッドは重要な愛情の象徴として遺贈されたという展開になっている。
イギリス人作家ニール・ゲイマンが原作を担当したコミック作品『サンドマン』の最終エピソード「テンペスト (The Tempest)」に、アンとシェイクスピアが登場している。作中で2人は大騒動を巻き起こすが、それでも2人は愛情に満ちた関係にある。ゲイマンは、アンがわざと妊娠したのはシェイクスピアに結婚を迫るためだったとしているが、最終的には2人ともがこの結婚を後悔していなかったことが作中でほのめかされている。
アメリカ人女優イヴォンヌ・ハドソンは、ロングランとなった一人芝居『シェイクスピア夫人、ウィルの最初で最後の恋 (Mrs Shakespeare, Will's first and last love)』（1989年初演）で、史実と虚構との両面にわたってアン・ハサウェイを演じた。ハドソンは、長きにわたる別居生活や様々な悲劇につきものの数々の難題を乗り越えて、友好関係を紡いでいくアンとシェイクスピアを表現した。ハドソンは、初期から現代までの様々な研究成果や作品群を精査することによって、アンとシェイクスピアが互いを尊重し合っていたことが、シェイクスピアが書いた戯曲やソネットから判断できるとしている。また、ハドソンはシェイクスピアが惚れやすい性質で、アン以外と不倫の関係を持っていたであろうとする説にも同意している。ハドソンは2番目にいいベッドがアンに遺贈されたことについても、劇中のセリフで「私（ハドソン演じるアン）がウィリアムを独占できたのは、ここ（ベッド）だけだったから」と肯定的な見方をしている。『シェイクスピア夫人、ウィルの最初で最後の恋』は、夫不在の家庭を守る妻を忠実に描き出す一方で、その言動は芝居がかった自由気ままなものとして表現されている。このことが、一介の田舎の主婦に過ぎないアンをして、教養にあふれた夫シェイクスピアが書いたソネットや戯曲のセリフを引用して、自身の思いを観客に伝えることを可能にしている。2005年に上演された、カナダ人劇作家ヴァーン・ティエッセン (en:Vern Thiessen) の戯曲『恋に落ちたシェイクスピア (Shakespeare in Love)』は『シェイクスピア夫人、ウィルの最初で最後の恋』に似た構成の作品になっている。この作品も女優による一人芝居で、シェイクスピアの葬式の日に焦点を当てた戯曲である。アヴリル・ロウランドの『シェイクスピア夫人 (Mrs Shakespeare)』（2005年）では、アンがいくつもの仕事を同時にこなす「完璧な女性」として描かれており、効率的に家事をこなしながら、夫シェイクスピアの戯曲を興行し、かつ役者として出演もするというビジネスパートナー的な役割を果たしている。
1998年に公開されたロマンティック・コメディ映画『恋におちたシェイクスピア』では、アンとシェイクスピアとの夫婦関係が否定的なものとして描かれている。2人の関係は冷え切った愛情のないものであり、シェイクスピアは愛を求めてロンドンへ逃避してきたという設定になっている。アメリカ人作家ハリイ・タートルダヴの歴史改変小説『ルールド・ブリタニア (en:Ruled Britannia)』（2002年）も、同じく2人の夫婦生活を否定的に描いている。この作品では、スペインに支配されていたイングランドの解放に手を貸したシェイクスピアが、新たな女性と結婚するために最終的にアンと離婚する。2005年にBBCで放映されたテレビドラマ『ウェイスト・オブ・シェイム (en:A Waste of Shame)』でも、アンとシェイクスピアとの関係は冷え切ったものとして描かれている。
アメリカ人作家アーリス・ライアン (en:Arliss Ryan) の小説『アン・シェイクスピアの秘密の告白 (The Secret Confessions of Anne Shakespeare)』（2010年）では、アンがシェイクスピアの作品の多くを代作していたのではないかという設定になっている。シェイクスピアにはゴーストライターが存在したというのは、1938年にR.C.チャーチルが唱えていた説だった。『アン・シェイクスピアの秘密の告白』では、アンが役者としてのシェイクスピアを支えるためにロンドンを訪れる。その後、劇作家こそが自身の天職だということを悟ったシェイクスピアとともにアンの文学的才能も開花し、シェイクスピアをエリザベス朝イングランドでもっとも優れた劇作家とするために、秘密裏に共同執筆をしていくという筋立てになっている。
アンはマギー・オファーレル（en:Maggie O'Farrell）の小説『ハムネット（en:Hamnet）』（2020年）の主要登場人物である。同作は長男ハムネットの死にまつわるシェイクスピア一家の史実を再解釈し、高い評価を得て女性小説賞を受賞した。

## アン・ハサウェイのコテージ

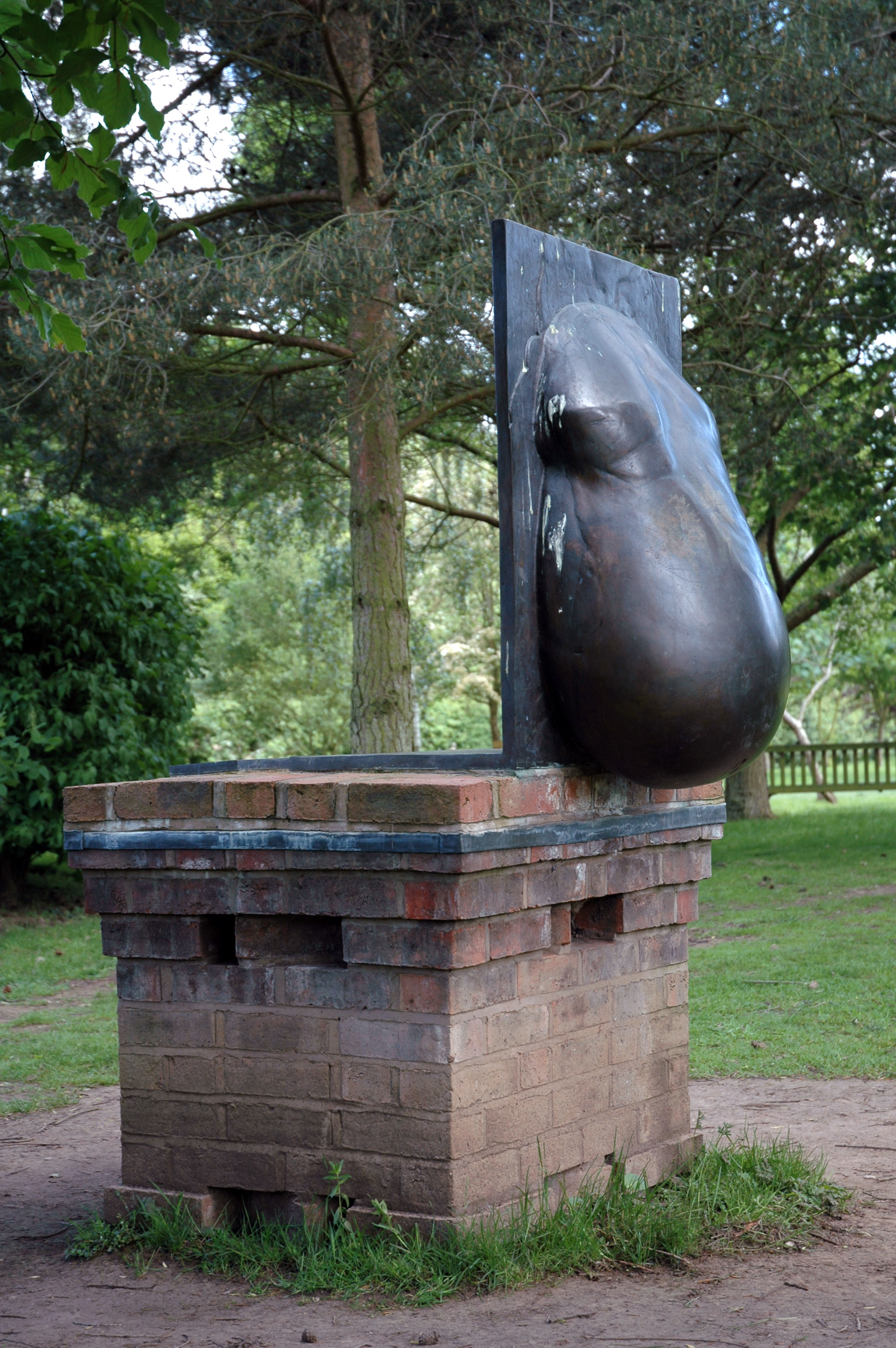
コテージの庭の彫刻公園に設置されている「フォルスタッフ」の彫刻。

アン・ハサウェイは幼少時代をイングランドのウォリックシャーにあるストラトフォード＝アポン＝エイヴォンで過ごした。当時アンが住んでいた家がアン・ハサウェイのコテージとして保存されている。1969年に火災で大きな被害を受けており、現在のコテージはそのときに修復された建物である。この建物は小規模な農家を意味する「コテージ」と呼ばれているが、実際には複数の寝室と12の部屋を持つ大きな家屋であり、現在では広大な庭園も設置されている。シェイクスピアが生きていた時代には、36ヘクタール以上の敷地をもつニューランズ農場として知られていた。当時建てられていた多くの家屋と同様に、冬季に家中を万遍なく温める目的で複数の煙突が設置されている。もっとも大きな煙突は料理部屋に設置されている。このコテージはチューダー建築特有の、木骨造がよく分かる様式になっている。
アンの父リチャードが死去すると、コテージはアンの弟バーソロミューが相続した。1846年までハサウェイ一族が所有していたが、経済的な問題からコテージの売却を余儀なくされた。現在はシェイクスピア・バースプレイス・トラストの管理下にあり、博物館として一般開放されている。

## 関連文献
- Greer, Germaine (2008). Shakespeare's Wife. New York: Harper. ISBN 0-06-153715-2